# Harpalus martini
Harpalus martini är en skalbaggsart som beskrevs av Vandyke. Harpalus martini ingår i släktet Harpalus och familjen jordlöpare. Inga underarter finns listade i Catalogue of Life.